# Pelyněk Tournefortův
Pelyněk Tournefortův (Artemisia tournefortiana) je až 2 metry vysoká bylina s nápadně dlouhým a úzkým kompaktním květenstvím, tvořeným drobnými úbory s kvetoucí slabě růžovými květy. Tato v Evropě nepůvodní rostlina roste především na skládkách, železničních i silničních náspech a jiných nevyužívaných plochách, odkud se na hospodářský využívaná pole a louky příliš nešíří.

## Rozšíření
Druh pochází ze Střední Asie, kde roste v Kazachstánu, Kyrgyzstánu, Turkmenistánu a Uzbekistánu, na jihovýchodě jeho areál zasahuje do severozápadní Číny, na jihu do Afghánistánu, Íránu, Pákistánu a na sever Indie, východním směrem vybíhá do kavkazské Arménie a asijského Turecka. Je rozšířen v nížinách podél tamních řek i u břehů Kaspického i Aralského moře, ve středoasijských horách vystupuje až do nadmořské výšky 1500 m, kde úspěšně roste na plně osluněných místech.
Do Evropy se druh dostal, pravděpodobně nechtěně s přepravovaným zbožím, v Drážďanech byl zjištěn v polovině a ve Štětíně na konci 19. století. Počátkem 20. století byl zaznamenán ve Francii i Švýcarsku, odkud se dál šířil Evropou. Na území České republiky byl poprvé zaznamenán roku 1964 na rumišti již zrušené přádelny bavlny v Doudlebech nad Orlicí v okrese Rychnov nad Kněžnou, o dva roky později na dvoře přádelny ve Frýdku-Místku a koncem osmdesátých let na skládce Vlněny v Brně, která zpracovávala středoasijskou ovčí vlnu. Z Brna se rozšířil do blízkého okolí a město se stalo ohniskem šíření na Moravě. Tyto zpočátku ojedinělé výskyty počaly být od devadesátých let 20. století stále častějšími; přesto byl druh počítán mezi rostliny o kterých se soudí, že jsou na větší vzdálenosti přenášeny výhradně s bavlnou a vlnou.
V prvé dekádě 21. století se pelyněk Tournefortův začal šířit, nejprve v Německu a následně i v České republice podél silniční sítě. Objevuje se na krajnicích podél vozovky, po bočních sypaných svazích i ve středovém dělicím pásu. Byly prozkoumané části dálnic D1 i D2 a rychlostních komunikací R46 (Vyškov-Olomouc) i R52 (Rajhrad-Pohořelice) s výsledkem, že podél všech byly rostliny pelyňku Tournefortova zaznamenány. Nalezené lokality se nacházejí v termofytiku střední a jižní Moravy.
Jeho lehká semena, produkována jednou rostlinou v tisících kusech, jsou proudem vzduch z projíždějících vozidel zanášena na velké vzdálenosti, taktéž jsou roznášena žací a údržbářskou technikou. Navíc střední dělicí pás nebývá zcela a v nejvhodnější dobu vysečen tak, aby nevznikala nová, dobře klíčivá semena.

## Ekologie
Ve své domovině roste na slaných loukách, v dlouhodobě suchých korytech horských řek, na erodovaných kamenitých horninách, ve štěrkovitém i hlinitém substrátu, na skládkách, ruderálních stanovištích i obdělávaných polích, hlavně na dostatečně osluněných místech. Nejčastěji se vyskytuje v místech s neúplným zápojem vegetace, kde jeho semenáče nemají žádnou, nebo jen minimální konkurenci agresivnějších rostlin.
V České republice se projevuje jako poměrně teplomilná rostlina, většina jeho lokalit se nachází v termofytiku, nejvýše položený výskyt je ve Frýdku-Místku, v 300 m n. m. Kvete od srpna do října. Ploidie je 2n = 18.

## Popis
Jednoletá, řídce dvouletá bylina se statnou, prutovitou lodyhou vysokou 50 až 220 cm a tlustou až 1,5 cm, která je bez intenzivního arómatu. Kořen má rozvětvený a hluboko sahající. Lodyha je přímá, obvykle jednoduchá, zelená a v době kvetení hnědofialově naběhlá, v horní části je podélně rýhovaná, lysá nebo jen řídce chlupatá. Je porostlá střídavými, dlouze řapíkatými, v pravém úhlu odstávajícími listy, které mají na bázi řapíku ouška asi 1 cm velká.
Listy jsou podlouhlé nebo eliptické, dlouhé 8 až 20 cm a široké 5 až 13 cm, oboustranně šedozelené, lysé a dvojnásobně peřenosečně přetrhované. Nestejně velkých úkrojků, dlouhých až 2,5 cm, bývá pět až osm párů v jedné rovině, jsou úzce kopinaté, na konci špičaté a po obvodě oddáleně ostře zubaté, mezi většími úkrojky jsou menší, koncový je podlouhle eliptický a hustě, většinou dvakrát pilovitý.
Úbory se zelenobílými květy jsou velmi početné, kulovité až široce vejčité, asi 3 mm velké a vždy delší než širší a bývají přisedlé nebo kratičce stopkaté. Jsou nahloučené na krátkých, přímých, k hlavní lodyze (k vřeteni) přitisklých větévkách a tvoří úzké, stažené, kompaktní latnaté květenství. Listeny jsou jednoduše peřenosečné, čárkovitě kopinaté, pilovité, zubaté, v nejvyšší části květenství celistvé. Zákrovní listeny ve více řadách jsou lysé a blanitě lemované, střechovitě uspořádané, vnější jsou vejčité a vnitřní kopinaté. Květy jsou narůžovělé, nemají kalich, pouze srostlou, trubkovitou, pěticípou korunu. Středových oboupohlavných květů bývá nejčastěji deset, jejich prašníky jsou úzce čárkovité a blizny z korunní trubky nevyčnívají. Okrajových samičích květů s vyčnívajícími bliznami bývá okolo dvaceti. Květy jsou opylovány větrem.
Semana jsou nažky bez chmýru, asi 1 mm dlouhé, protáhle vejčité, lehce zploštělé, rýhované a hnědě zbarvené. Statná rostlina pelyňku Tournefortova během své jednoleté vegetace vyprodukuje tisíce semen.

## Možnost záměny
Pelyňku Tournefourtově, jenž je původní v Asii, se velmi podobá pelyněk dvouletý (Artemisia biennis), rostlina s podobnými invazními sklony pocházející ze Severní Ameriky. Ten byl také do Evropy zavlečen a od roku 1960 je přechodně nalézán v přírodě České republiky. Vzezření, místa růstu i šíření obou pelyňků jsou si velmi podobná a Catalogue of Life: 2019 Annual Checklist ITIS dokonce považuje pelyněk Tournefortův za synonymum pro pelyněk dvouletý.
Pelyněk dvouletý se od pelyňku Tournefourtova morfologicky odlišuje hlavně listy a tvarem úboru. Listy má pouze jednou peřenosečné, jejich koncový úkrojek je čárkovitě kopinatý, jednoduše zubatý, mezi většími úkrojky nejsou menší a jeho úbory jsou kulovité a stejně dlouhé jako široké či širší než delší.